# Chamaedorea graminifolia
La palma fina (Chamaedorea graminifolia) es una especie que pertenece a la familia Arecaceae, otro de sus nombres comunes es Chapai (Belice).

## Clasificación y descripción
Palma con tallos cespitosos, erectos a reclinados, mide hasta 4 m de alto con un diámetro de 2–3 cm. Presenta de 4-6 hojas, pinnadas; pinnas 22–42 a cada lado, linear-lanceoladas, hasta 40 cm de largo y 1,5–2,5 cm de ancho, rectas, raquis 70–110 cm de largo, abaxialmente (envés de la pinna) con una banda amarillo verdosa que se extiende hasta la vaina, pecíolo 15–25 cm de largo, color verde azulado. Inflorescencias infrafoliares, solitarias, pedúnculo 15–35 cm de largo, brácteas 5–7, flores 2 mm de largo y 2–2,5 mm de ancho, amarillas, aromáticas; inflorescencias pistiladas, hasta 15 cm de largo, verde-amarillentas y moteadas de blanco en flor, rojo-anaranjadas en fruto, flores 2 mm de largo y 1,5–2 mm de ancho, en espirales moderados, ligeramente hundidas en depresiones, amarillentas, sépalos imbricados en la base, pétalos imbricados casi hasta el ápice. Frutos globosos, 6–10 mm de diámetro, negros.

## Distribución y ambiente
Pluvioselvas (Nicaragua), Bosque muy húmedo (Costa Rica), Bosque húmedo. Se encuentra a una altitud de 0–750 m s. n. m. México (Oaxaca, Campeche, Chiapas), Belice, Guatemala, Honduras, Nicaragua, Costa Rica.

## Estado de conservación
Esta especie tiene una categoría de especie en Peligro de Extinción (P)  según la NOM-059-ECOL-2010.